# Fresque de salle de garde
Les fresques de salle de garde, ou fresques carabines, sont des peintures murales, le plus souvent obscènes, décorant les lieux de repos (salle de garde) des personnels dans les centres hospitaliers.
Elles sont présentes dans une trentaine de salles en France, principalement en Île-de-France. Dans un contexte de dénonciation des comportements sexistes à l'hôpital, elles deviennent une pratique gênante et anachronique. En France, le gouvernement cherche à imposer leur interdiction en 2023,.

## Dans l'histoire
Un magazine national français d'art contemporain évoque de grands noms d'artistes, peintres ou illustrateurs, ayant collaboré à la mise en place de ces fresques : Gustave Doré, Stéphane Baron, Bellery Desfontaines, Olivié-Bon, Quatre, Isaac d'Hatis, Frédéric Delanglade. Des légendes évoquent même Toulouse-Lautrec ou Foujita, mais leurs fresques n'existant plus, il est compliqué d'en affirmer la véracité. Plus récemment, Gérard Lauzier, ou Charb (malheureusement inachevée). Pour Patrick Le Fur, par ces prédécesseurs, les fresques de salle de garde appartiennent pleinement à l'histoire de l'art.
Le Quotidien de l’Art confirme ce qui précède : dans un article du 11 juin 2023, dans le contexte de la communication d’une instruction ministérielle du 17 janvier 2023 portant sur le retrait de certaines des fresques,, la revue indique que selon la légende, des artistes illustres, parmi lesquels, outre Gustave Doré, Foujita et Toulouse-Lautrec déjà cités, Oscar Domínguez, Vuillard ou encore Puvis de Chavannes, auraient participé à la réalisation de certaines de ces fresques.

## Polémiques
En 2015, la fresque du CHU de Clermont-Ferrand fait scandale : une scène de viol est accompagnée de critiques du projet de loi santé de la ministre Marisol Touraine. Certains internes défendent une pratique traditionnelle,, d'autres dénoncent des manifestations de comportements machistes dans les hôpitaux,.

## Symbolisme
L'ethnologue Christian Hottin exprime dans son rapport concernant les fresques de salle de garde en 2003 les liens qui se tissent entre les différents acteurs des rites collectifs internes aux salles de garde : 
« Rapport symbolique : l'œuvre d'art, en raison (entre autres) de sa visibilité, de son coût et du prestige attaché au travail artistique, peut constituer un support pérenne des représentations élaborées par le groupe à l'intention de ses membres ou en direction de l'extérieur (autres communautés ou collectivités plus vastes telle que la Nation). Créée pour participer à la constitution de l'identité collective, elle peut devenir par le biais d'une réappropriation patrimoniale, élément constitutif du sentiment communautaire. Deux intuitions, développées en hypothèses de travail et étayées lors d'une recherche antérieure portant sur les décors des palais universitaires, supposaient, d'une part, que les représentations supportées par les œuvres d'art ne pouvaient être dissociées de celles développées via d'autres médias utilisés par les groupes humains étudiés (principalement les textes et les cérémonies assimilables à des rites collectifs) et, d'autre part, que ces représentations, quel que soit leur mode d'expression, s'articulaient autour des mêmes thématiques, quelle que soit la position relative de leurs producteurs au sein du groupe (élèves, anciens élèves, professeurs, dirigeants administratifs). »
Les élus sont peu nombreux et triés sur leurs compétences : être médecins ou pharmaciens en formation, être internes. Selon Côme Bureau, ils sont respectés en tant qu'individus, pour leurs qualités d'administrés, leur langage, leur répartie et leur savoir-vivre."